# Nœud de chaînette

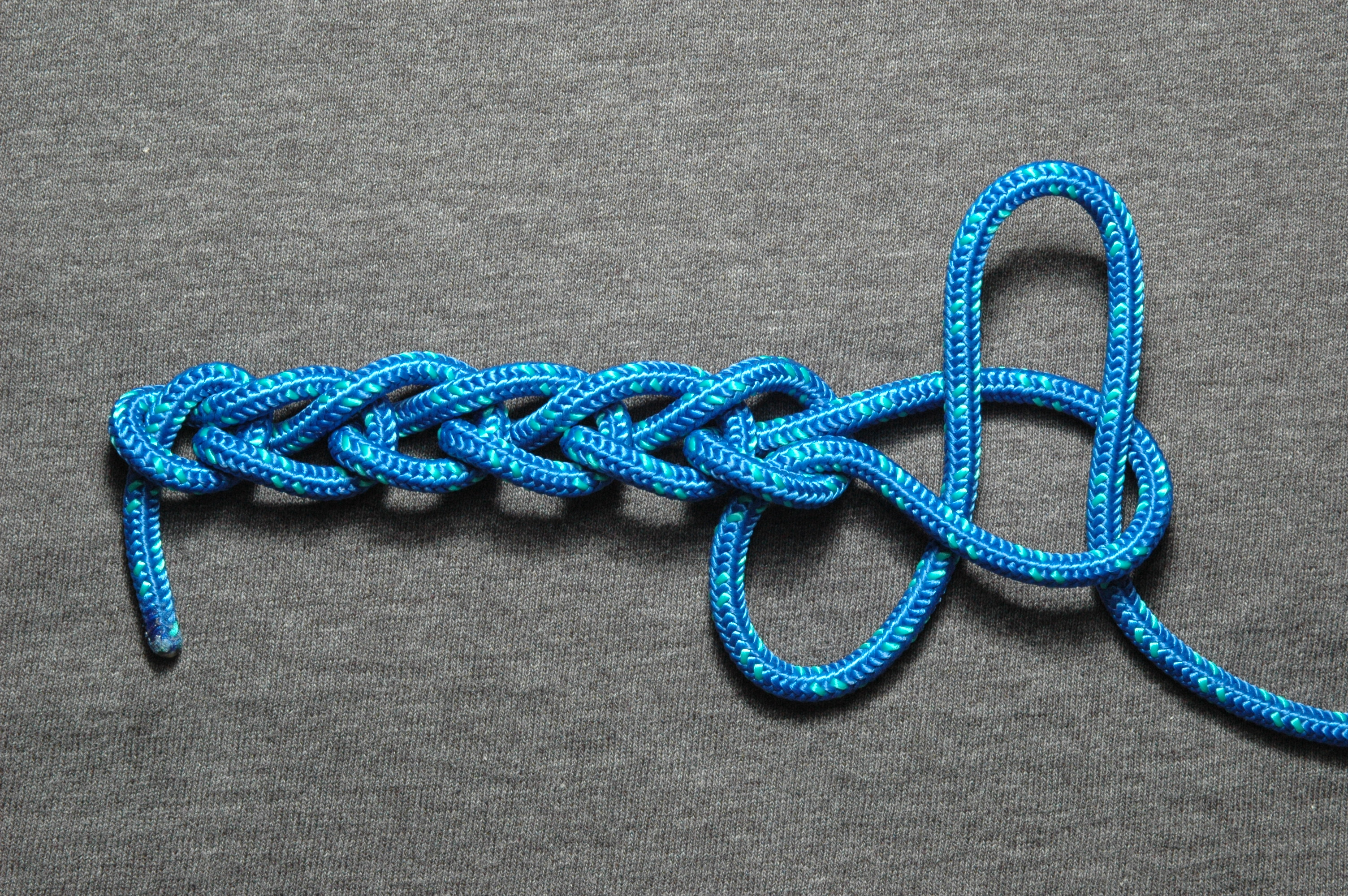
Chaînette simple

Le nœud de chaînette est une sorte de tresse destinée à ranger facilement un câble sans risquer de l'emmêler.

## Utilisations

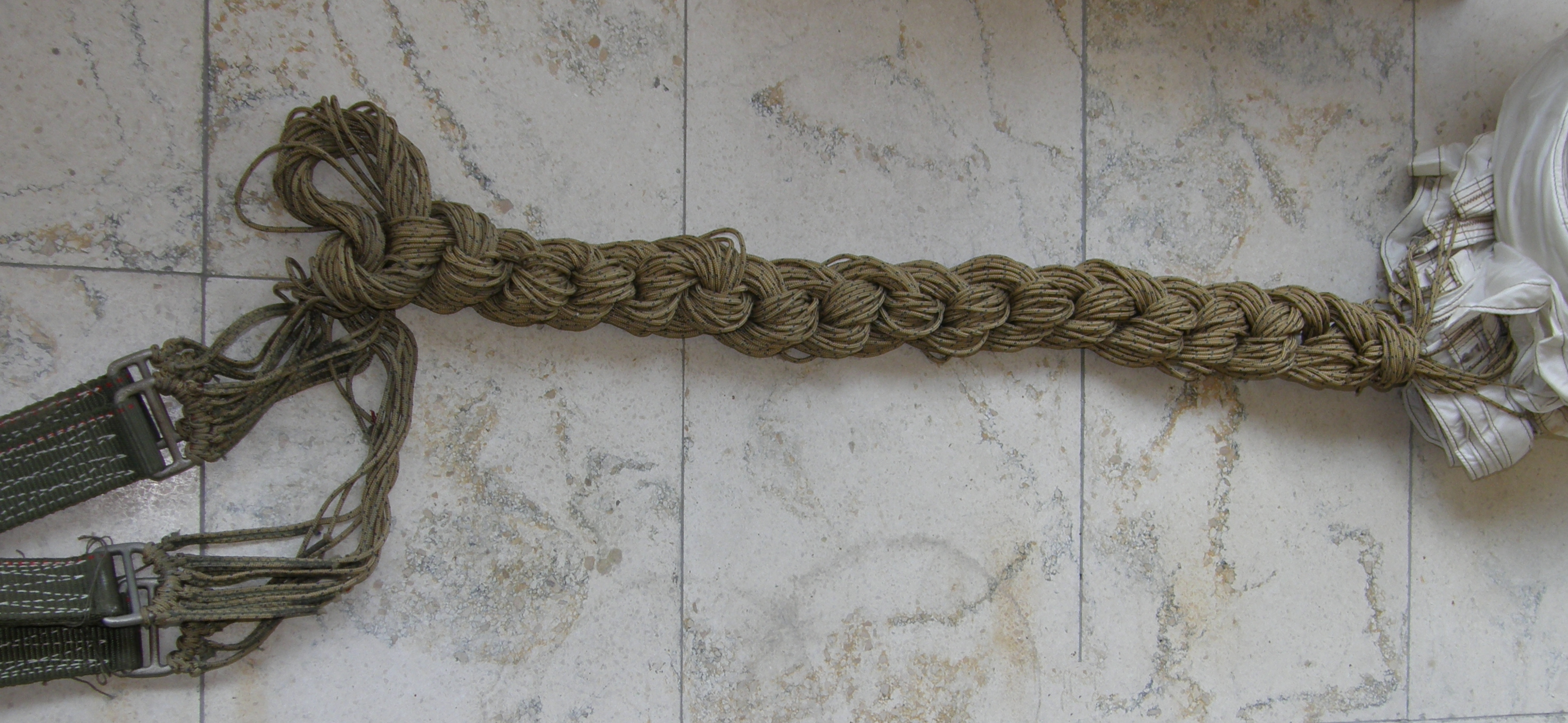
Suspentes d'un parachute

Il permet de ranger rapidement un long câble sous un faible encombrement avec la possibilité de le déplier facilement.
Sa forme la plus simple consiste à créer une boucle à l'extrémité d'une corde, puis de passer une nouvelle boucle dans la première, et ainsi de suite ; lorsqu'on arrive au bout du câble, on peut passer la deuxième extrémité dans la boucle, afin de verrouiller l'ensemble. Pour dérouler le câble, il suffira de sortir l'extrémité de sa boucle, puis de tirer dessus.
Afin de gagner du temps et de la longueur, on plie souvent le câble en deux ou en 4 (voire plus) par le milieu, et on commence la chaînette par la boucle formée par la pliure du câble.
On utilise souvent cette méthode pour ranger les câbles de planeurs, dont la longueur de 60 m est ramenée à guère plus de 1 m au bout d'environ une minute. On peut aussi ranger de cette façon les rallonges électriques.
On l'utilise aussi pour le parachutisme, afin de ranger efficacement les suspentes dans le sac du parachute (bien évidemment, on laisse la chaînette sans verrouiller son extrémité).
En alpinisme, le nœud Dufour peut être utilisé pour descendre en rappel sans se décorder.

## Réalisation
La réalisation d'une chaînette est très facile : 
- dans le cas d'une chaînette simple, on crée une boucle à une extrémité du câble, que l'on maintient d'une main
- dans le cas d'une chaînette sur câble plié en deux ou plus, on utilise la pliure comme boucle d'amorçage

on passe la main dans la première boucle pour attraper un peu de câble un peu plus loin, puis on tire la main de manière à faire sortir une nouvelle boucle de la précédente. On recommence l'opération jusqu'à ce qu'il ne reste plus assez de longueur pour faire une nouvelle boucle. On arrête alors la chaînette en passant l'extrémité libre dans la dernière boucle formée.
La seule difficulté est de défaire la chaînette quand on ne connaît pas la manipulation : sortir le bout libre de la dernière boucle, puis tirer dessus.